# معهد المخطوطات لأكاديمية العلوم الوطنية الأذربيجانية
معهد المخطوطات لأكاديمية العلوم الوطنية الأذربيجانية (بالأذرية: AMEA Əlyazmalar İnstitutu) - هو منظمة علمية التابعة لأكاديمية العلوم الوطنية الأذربيجانية.

## تاريخ المتحف
أنشئ سنة 1986م وهو يتبع لأكاديمية العلوم الوطنية الأذربيجانية.
بدأت مجموعة من المخطوطات في جمهوريتنا منذ أوائل القرن العشرين.
تم إنشاء معهد المخطوطات لأكاديمية العلوم الوطنية الأذربيجانية إسمه محمد بن سليمان على أساس قسم المخطوطات لمعهد الأدب الذي سمي باسم نظامي الكنجوي في عام 1950 كمركز وحيد لجمع الآثار الشرقية المكتوبة في القرون الوسطى وتنظيمها وحمايتها ونشرها.
تأسس معهد المخطوطات في قاعدة صندوق، عام 1986.
تم تسمية المعهد باسم محمد فضولي في عام 1996.
أقدم م مخطوطة التي حفظت في معهد المخطوطات هي الجزء من السورة النساء، المكتوبة على الجلد والتي يعود تاريخها إلى القرن التاسع.
في الوقت الحاضر الأقسام الهيكلية لمعهد المخطوطات لأكاديمية العلوم الوطنية الأذربيجانية هي:

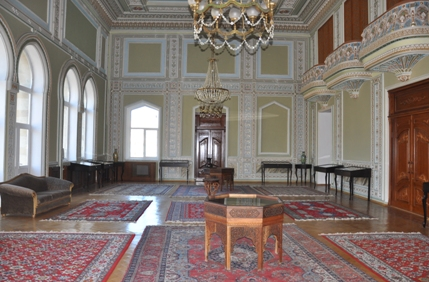
قاعة التعريض

### أقسام البحث العلمية
- قسم بحوث المخطوطات التركية
- قسم المخطوطات اللغوية العربية
- قسم بحوث المخطوطات الفارسية
- قسم بحوث المحفوظات الخاصة
- قسم دراسات المكتبات والببليوغرافيا
- قسم المخطوطات المتعددة والكتب المطبوعة

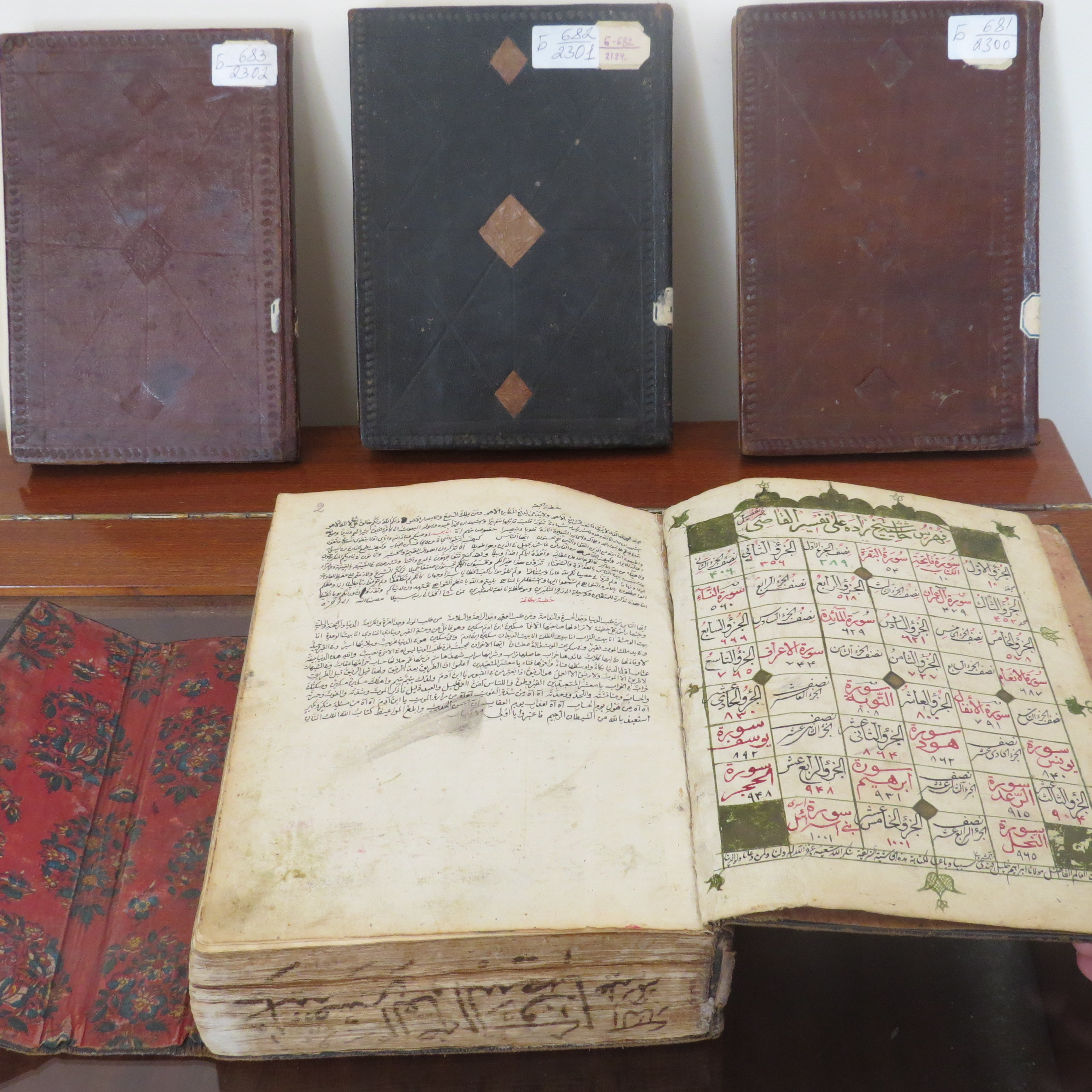
المخطوطة القديمة

- قسم المكتبات والمعلومات العلمية
- قسم العلاقات الدولية
- قسم الموارد الالكترونية
- قسم المؤسسات العلمية

### الأقسام الإدارية
- قسم التعليم
- قسم العلاقات العامة
- قسم المحاسبة
- قسم الموارد البشرية
- الإدارة العامة

### مختبر البحوث العلمية
- المخطوطات قسم النظافة والتأهيل